# Phytoscaphus
Phytoscaphus är ett släkte av skalbaggar. Phytoscaphus ingår i familjen vivlar.

## Dottertaxa tillPhytoscaphus, i alfabetisk ordning[1]
- Phytoscaphus alternans
- Phytoscaphus annamensis
- Phytoscaphus arcticollis
- Phytoscaphus articollis
- Phytoscaphus banahaonus
- Phytoscaphus carinirostris
- Phytoscaphus chloroticus
- Phytoscaphus ciliaris
- Phytoscaphus ciliatus
- Phytoscaphus crassirostris
- Phytoscaphus cretaceus
- Phytoscaphus cruciger
- Phytoscaphus cuprescens
- Phytoscaphus despectus
- Phytoscaphus dissimilis
- Phytoscaphus egregius
- Phytoscaphus elegans
- Phytoscaphus erro
- Phytoscaphus formosanus
- Phytoscaphus foveifrons
- Phytoscaphus fractivirgatus
- Phytoscaphus geminatus
- Phytoscaphus himalayanus
- Phytoscaphus ictericus
- Phytoscaphus imitator
- Phytoscaphus immeritus
- Phytoscaphus inductus
- Phytoscaphus interstitialis
- Phytoscaphus laticollis
- Phytoscaphus leporinus
- Phytoscaphus lineatus
- Phytoscaphus lixabundus
- Phytoscaphus nepalensis
- Phytoscaphus nubilus
- Phytoscaphus obliquus
- Phytoscaphus onustus
- Phytoscaphus ornatus
- Phytoscaphus parilis
- Phytoscaphus perversus
- Phytoscaphus porcellus
- Phytoscaphus setifer
- Phytoscaphus setosus
- Phytoscaphus siamensis
- Phytoscaphus similis
- Phytoscaphus suturalis
- Phytoscaphus tenuirostris
- Phytoscaphus trepidus
- Phytoscaphus triangularis
- Phytoscaphus xiphias